# Nikolaj (Děgťarjov)
Nikolaj (světským jménem: Vadim Gennaděvič Děgťarjov; * 2. října 1963, Paškovskij) je ruský duchovní biskup čerňachovský a slavský.

## Život
Narodil se 2. října 1963 v sídle Paškovskij (dnes mikrorajón Krasnodaru).
Roku 1976 se s rodinou přestěhoval do Kaliningradské oblasti. Roku 1981 dokončil střední školu č. 2 v Kaliningradu.
V letech 1981–1987 studoval na Moskevském institutu elektronických technologií. Poté pracoval na různých pozicích.
V letech 1993–1996 sloužil v chrámu svatého Mikuláše v Kaliningradu.
Dne 13. července 1996 byl metropolitou kaliningradským a smolenským Kirillem (Gunďajevem) rukopoložen na diákona a 18. srpna na jereje. Poté byl představeným chrámu svatého Jiří v Pravdinsku.
Od roku 2009 byl předsedou církevního soudu kaliningradské eparchie a od 21. března 2010 ključarem (pomocník představeného) katedrálního chrámu Krista Spasitele v Kaliningradu.
Roku 2015 dokončil studium na Smolenském duchovním semináři.
Dne 21. října 2016 jej Svatý synod zvolil biskupem čerňachovským a slavským.
Dne 26. října 2016 byl biskupem kaliningradským a baltijským Serafimem (Melkoňanem) postřižen na monacha a přijal mnišské jméno Nikolaj na počest svatého Mikuláše. O den později byl povýšen na archimandritu.
Dne 28. října 2016 byl oficiálně jmenován biskupem a 27. listopadu proběhla v chrámu Všech svatých v Gusevě jeho biskupská chirotonie. Světiteli byli patriarcha moskevský Kirill, metropolita petrohradský a ladožský Varsonofij (Sudakov), metropolita smolenský a roslavlský Isidor (Tupikin), arcibiskup kaliningradský a baltijský Serafim (Melkoňan), arcibiskup solněčnogorský Sergij (Čašin), biskup bobrujský a bychovský Serafim (Bělonožko) a biskup narvský a pričudský Lazar (Gurkin).